# アンヌ・ダルマニャック
アンヌ・ダルマニャック（フランス語：Anne d'Armagnac, 1402年 - 1473年3月以前）は、百年戦争中にフランスで重要な役割を果たし、アルマニャック＝ブルゴーニュ内戦においてブルゴーニュ派と対立したアルマニャック家の一員。ドルー伯シャルル2世・ダルブレの妻。

## 生涯
アンヌは1402年にロデーズ近くのガージュにおいて、シャロレー伯・アルマニャック伯ベルナール7世とボンヌ・ド・ベリーの娘として生まれた。アンヌにはアルマニャック伯ジャン4世、ベルナール・ダルマニャック、そしてオルレアン公シャルルの妃ボンヌ・ダルマニャックなど6人の兄弟がいた。また、母ボンヌとサヴォイア伯アメデーオ7世との間に生まれた、アメデーオ8世を含む3人の異父兄姉がいた。
父方の祖父母はアルマニャック伯ジャン2世とジャンヌ・ド・ペリゴール、母方の祖父母はベリー公ジャン1世とジャンヌ・ダルマニャックであった。
父ベルナール7世は、15世紀初頭のフランスにおいて重要な役割を果たした親フランス・親オルレアン家のアルマニャック派の党首であり、アルマニャック＝ブルゴーニュ内戦においてブルゴーニュ公ジャン1世率いる親イングランドのブルゴーニュ派と対立した。1415年12月30日、父ベルナール7世はフランス軍総司令官に任命され、王太子シャルル（後のフランス王シャルル7世）の側近となったが、1418年6月12日に暴動を起こしたパリ市民によって暗殺された。
1470年、アンヌは「une pierre pour toucher les yeux, enchassié en or（金に嵌め込まれた目に触れるための石）」を所有していたと記されている。アンヌが治癒力を持つとされるこの「魔法の石」をどこでどのように入手したのかは不明である。
アンヌは1473年3月以前に死去した。正確な没日は不明である。夫のシャルル2世は1471年に亡くなった。アルブレ領主の地位はシャルル2世とアンヌの孫であるアランが継承した。ドルー伯領はアンヌらの息子アルノー・アマニューの手に渡ったが、後にアランが占領した。

## 結婚と子女
1417年10月28日に結婚契約書が作成され署名され、それから半年も経たない1418年4月23日に、アンヌは名目上のドルー伯シャルル2世・ダルブレ（1401年 - 1471年）と結婚した。彼は、1415年10月25日にアジャンクールの戦いで戦死したフランス軍総司令官シャルル1世・ダルブレとボワベルの女子相続人マリー・ド・シュリーの長男であった。2人の間には以下の子女が生まれた。
- ジャン1世（1425年 - 1468年） - タルタ子爵、1447年にカトリーヌ・ド・ロアンと結婚し、アランを含む4子をもうけた。
- アルノー・アマニュー（1463年没） - オルヴァル領主、1457年11月25日にオーヴァルニュ伯ベルトラン5世の娘イザベル・ド・ラ・トゥール・ドーヴェルニュと結婚し、ルテル女伯マリーの父オルヴァル領主ジャンを含む3子をもうけた。
- シャルル（1473年4月7日没） - サント＝バゼイユ領主、マリー・ダスタラックと結婚
- ルイ（1422年 - 1465年9月4日） - 枢機卿、カオール司教
- ジル（1479年8月8日没） - カステルモロン領主、アンヌ・ダギュイヨンと結婚
- マリー（1485年1月4日以降没） - 1456年6月11日にヌヴェール伯・ルテル伯シャルル・ド・ブルゴーニュと結婚
- ジャンヌ（1444年9月20日没） - ドルー女伯、1442年にブルターニュ公アルテュール3世と結婚